# Kostel svatého Prokopa (Libošovice)
Římskokatolický farní kostel svatého Prokopa v Libošovicích v okrese Jičín je pozdně gotická a pseudogotická sakrální stavba uprostřed obce. Kostel je obklopen bývalým hřbitovem s kamennou ohradní zdí. Od roku 1964 je kostel chráněn jako kulturní památka.

## Historie
Kostel existoval již ve 14. století a poprvé je připomínaný v roce 1352. V roce 1610 byl výrazně přestavěn či spíše znovu postaven. Roku 1874 byla prodloužena loď k západu a postavena věž v ose západního průčelí. Celá stavba byla slohově sjednocena ve formách novogotiky.

## Architektura
Kostel je obdélný, jednolodní. Má polygonálně uzavřený presbytář, při kterém se na východní straně nachází sakristie a na severní straně oratoř. Kostel má novou průčelní část s věží. Opěráky a hrotitá okna mají dvojité kružby. Jižní portál je hladký. Hladká je i hranolová věž, která nese kvádrový jehlanec a vystupuje z prostoru hřbitova.
Uvnitř je kostel sklenut valeně s lunetami. Na hranách jsou maltová žebra. V lodi na klenbě je letopočet 1610. Renesanční kruchta je zděná a spočívá na třech pilířových arkádách. Oratoř i sakristie jsou čtvercové. Mají valenou klenbu. V oratoři na východní straně se nachází hrotité okno.

## Zařízení
Zařízení je z 18. století. Hlavní oltář je rokokový, rámový. Je nesený anděly a je na něm původní obraz sv. Prokopa a sochy sv. Norberta a sv. Ivana na portálech. Dva boční oltáře jsou rokokové, rámové. Na levé oltáři je zobrazena Kalvárie a na pravém oltáři je zpodobněn sv. Jan Nepomucký. Kazatelna je klasicistní, válcová. Je na ní obraz Kázání na hoře a obrazení Evangelistů. Pochází z konce 18. století.
Okolí kostela
Poblíž kostela se na kamenném soklu nachází klasicistní socha sv. Prokopa z 19. století.